# Merredinia damsonoides
Merredinia damsonoides är en spindelart som beskrevs av Main 1983. Merredinia damsonoides ingår i släktet Merredinia och familjen Nemesiidae.
Artens utbredningsområde är Western Australia. Inga underarter finns listade i Catalogue of Life.